# Décès en mai 2011
Décès
- 2007
- 2008
- 2009
- 2010
- 2011
- 2012
- 2013
- 2014
- 2015

Pour une information complémentaire, voir la page d'aide.

## Mai 2011
| Date          | Nom                           | Activités | Âge | Source |
| ------------- | ----------------------------- | --- | --- | ------ |
| 1er mai       | Agustin Garcia-Gasco          | Cardinal espagnol, archevêque émérite de Valence.                                                                                      | 80  |        |
| 2 mai         | Oussama ben Laden             | Apatride fortuné, né en Arabie saoudite, installé au Pakistan, et chef d'Al-Qaïda.                                                     | 54  |        |
| 2 mai         | Ernest Mothle (de)            | Musicien sud-africain de jazz, instrumentiste (voix, guitare basse, contrebasse) et compositeur.                                       | 69  | (en)   |
| 2 mai         | Nadia Samir                   | Actrice française (1977-2007), speakerine sur TF1 (années 1980, 7 ans).                                                                | 64  |        |
| 3 mai         | Robert Brout                  | Physicien belge, professeur émérite de l'Université libre de Bruxelles.                                                                | 83  |        |
| 3 mai         | Jackie Cooper                 | Acteur américain, aussi réalisateur et producteur de cinéma.                                                                           | 88  |        |
| 3 mai         | Jean-Luc Le Ténia             | Auteur-compositeur-interprète, dessinateur et vidéaste français.                                                                       | 35  |        |
| 3 mai         | Patrick Roy                   | Homme politique français. | 53  |        |
| 3 mai         | Thanássis Véngos              | Acteur grec. | 83  | (en)   |
| 3 mai         | Catherine Wagener             | Actrice française. | 58  | (fr)   |
| 4 mai         | Rudolf Eggs                   | Légionnaire suisse, Compagnon de la Libération, naturalisé français en 2007.                                                           | 96  |        |
| 4 mai         | Jacques Georges Habib Hafouri | Archevêque émérite syrien d'Hassakeh-Nisibis.                                                                                          | 94  | (en)   |
| 4 mai         | Françoise Olivier-Coupeau     | Femme politique française. | 51  |        |
| 4 mai         | Bernard Stasi                 | Homme politique français. | 80  |        |
| 5 mai         | Claude Choules                | Militaire britannique de carrière dans la Royal Navy puis dans la marine australienne, dernier vétéran de la Première Guerre mondiale. | 110 |        |
| 5 mai         | J. Donald Crump (en)          | Comptable administrateur, commissaire de la Ligue canadienne de football (1990-1991).                                                  | 78  | (en)   |
| 5 mai         | Salomón Hakim (en)            | Neurochirurgien colombien innovateur.                                                                                                  | 81  | (en)   |
| 5 mai         | Arthur Laurents               | Scénariste et producteur américain (West Side Story, Gypsy, Vénus de Broadway, Nos plus belles années).                                | 93  |        |
| 5 mai         | Yosef Mirmovich               | Footballeur international israëlien.                                                                                                   | 86  |        |
| 5 mai         | Dana Wynter                   | Actrice américaine d'origine allemande.                                                                                                | 79  | (en)   |
| 7 mai         | Severiano Ballesteros         | Golfeur professionnel espagnol. | 54  |        |
| 7 mai         | Willard Boyle                 | Physicien canadien. | 86  |        |
| 7 mai         | Jane Rhodes                   | Cantatrice française, soprano dramatique et mezzo-soprano.                                                                             | 82  |        |
| 7 mai         | Gunter Sachs                  | Playboy fortuné et photographe suisse-allemand.                                                                                        | 78  |        |
| 8 mai         | Cornell Dupree                | Guitariste américain (rhythm and blues, soul jazz).                                                                                    | 69  |        |
| 8 mai         | Gheorghe Guţiu (en)           | Évêque émérite catholique roumain. | 87  | (en)   |
| 8 mai         | Li Desheng                    | Général chinois. | 95  | (en)   |
| 8 mai         | Fayçal Mawlawi                | Libanais, figure de proue de la Jamaa Islamiya.                                                                                        | 69  |        |
| 8 mai         | Soňa Pertlová                 | Joueuse d'échecs tchèque. | 23  | (en)   |
| 8 mai         | Lionel Rose                   | Boxeur aborigène australien. | 62  |        |
| 8 mai         | Carlos Trillo                 | Scénariste argentin de bande dessinée.                                                                                                 | 68  |        |
| 9 mai         | Dolores Fuller                | Actrice américaine et auteure-compositrice de chansons.                                                                                | 88  | (en)   |
| 9 mai         | Lidia Gueiler Tejada          | Femme politique bolivienne, présidente (1979-1980), puis ambassadrice.                                                                 | 89  | (es)   |
| 9 mai         | Wadel Abdelkader Kamougué     | Général et homme politique tchadien.                                                                                                   | 71  |        |
| 9 mai         | Wouter Weylandt               | Coureur cycliste belge. | 26  |        |
| 10 mai        | Zim Ngqawana (en)             | Musicien sud-africain de jazz. | 51  | (en)   |
| 11 mai        | Branko Karabatic              | Entraîneur croate des gardiens de buts du Montpellier HBC et père de Nikola et Luka Karabatic.                                         | 55  |        |
| 11 mai        | Manuel Maître                 | Journaliste québécois, d'origine champenoise.                                                                                          | 85  |        |
| 11 mai        | Albert Kanene Obiefuna        | Archevêque catholique émérite d'Onitsha, Nigéria.                                                                                      | 81  | (en)   |
| 11 mai        | Snooky Young                  | Musicien américain de jazz. | 92  | (en)   |
| 12 mai        | Adrien Gagnon                 | Homme d'affaires et industriel québécois (produits Adrien Gagnon, NutriDiet, NutriBar).                                                | 87  |        |
| 13 mai        | Fatima Achimo                 | Sénatrice de Madagascar | 80  |        |
| 13 mai        | Marie-Élisabeth de Bavière    | Issue de la noblesse allemande, douairière de la présumée maison impériale du Brésil.                                                  | 96  | (pt)   |
| 13 mai        | Derek Boogaard                | Joueur de hockey sur glace canadien (Wild du Minnesota, puis Rangers de New York).                                                     | 28  | (en)   |
| 13 mai        | Bernard Greenhouse            | Violoncelliste américain (Beaux Arts Trio).                                                                                            | 95  | (en)   |
| 13 mai        | Wallace McCain                | Homme d'affaires et industriel canadien (surgelés McCain Foods, et Maple Leaf Foods).                                                  | 81  | (en)   |
| 14 mai        | Birgitta Trotzig              | Romancière et nouvelliste suédoise. | 81  | (en)   |
| 15 mai        | Bob Flanigan (en)             | Vocaliste et musicien américain (The Four Freshmen).                                                                                   | 84  | (en)   |
| 15 mai        | Pete Lovely                   | Coureur automobile américain. | 85  | (en)   |
| 15 mai        | Samuel Wanjiru                | Marathonien kényan (médaille d’or aux jeux olympiques de 2008).                                                                        | 24  |        |
| 16 mai        | Edward Hardwicke              | Acteur britannique. | 78  | (en)   |
| 16 mai        | Jim Rothermel (de)            | Musicien américain. | 69  | (en)   |
| 16 mai        | Pierre Sisser                 | Réalisateur, scénariste et acteur français.                                                                                            | 75  |        |
| 17 mai        | Harmon Killebrew              | Joueur américain des ligues majeures de baseball (Twins, Senators).                                                                    | 74  | (en)   |
| 19 mai        | Garret FitzGerald             | Homme politique irlandais (Premier ministre, 1981-1987).                                                                               | 85  |        |
| 19 mai        | David H. Kelley               | Archéologue américano-canadien, spécialiste des Mayas.                                                                                 | 87  | (en)   |
| 19 mai        | Kōichi Tōhei                  | Maître (10e dan) japonais d'aïkido, fondateur de la Shin Shin Toitsu Aikido, dite Ki Aïkido.                                           | 91  | (en)   |
| 20 mai        | Jiří Pešek                    | Footballeur tchèque. | 83  | (cs)   |
| 20 mai        | Randy Savage                  | Catcheur américain. | 58  |        |
| 21 mai        | Ricet Barrier                 | Auteur-compositeur-interprète humoriste français.                                                                                      | 78  |        |
| 21 mai        | Paul Gillon                   | Auteur français de bande dessinée. | 85  |        |
| 21 mai        | Bill Hunter                   | Acteur australien. | 71  | (en)   |
| 22 mai        | Bram's                        | Rappeur français. | 37  |        |
| 22 mai        | Joëlle Brupbacher             | Alpiniste suisse. | 32  |        |
| 22 mai        | Jan Derksen                   | Coureur cycliste néerlandais. | 92  | (nl)   |
| 22 mai        | Chidananda Das Gupta          | Réalisateur indien et critique de cinéma.                                                                                              | 89  | (en)   |
| 22 mai        | Ronald Naar                   | Alpiniste néerlandais. | 56  | (en)   |
| 22 mai        | Marie-Claire Pauwels          | Journaliste et rédactrice en chef française.                                                                                           | 65  |        |
| 23 mai        | Joseph Nguyên Tich Duc (en)   | Évêque catholique émérite vietnamien de Buôn Ma Thuột.                                                                                 | 73  | (en)   |
| 23 mai        | Abdias Do Nascimento          | Homme politique brésilien, militant anti-racisme.                                                                                      | 97  | (pt)   |
| 23 mai        | Karel Otčenášek               | Évêque catholique émérite tchèque de Hradec Králové.                                                                                   | 91  | (en)   |
| 23 mai        | Xavier Tondo                  | Coureur cycliste espagnol. | 32  |        |
| 24 mai        | Huguette M. Clark (en)        | Riche héritière américaine. | 104 | (en)   |
| 24 mai        | Giovanni Giudici              | Poète, essayiste, journaliste et traducteur italien.                                                                                   | 86  | (it)   |
| 24 mai        | Barry Potomski                | Joueur de hockey sur glace canadien.                                                                                                   | 38  | (en)   |
| 25 mai        | Leonora Carrington            | Artiste peintre et romancière surréaliste britannique devenue mexicaine.                                                               | 94  | (en)   |
| 25 mai        | Luigi Diligenza (en)          | Archevêque émérite italien de Capoue.                                                                                                  | 90  | (en)   |
| 25 mai        | Paul Vanhie                   | Homme politique belge (bourgmestre de Ledegem, puis député fédéral).                                                                   | 55  |        |
| 27 mai        | Jeff Conaway                  | Acteur américain (Grease, Taxi, Babylon 5).                                                                                            | 60  |        |
| 27 mai        | Małgorzata Dydek              | Joueuse de basket-ball polonaise. | 37  |        |
| 27 mai        | Jean Peterbroeck              | Homme d'affaires belge (associé fondateur de la société boursière Petercam).                                                           | 74  |        |
| 27 mai        | Gil Scott-Heron               | Écrivain, poète et musicien américain.                                                                                                 | 62  | (en)   |
| 28 mai        | Romuald Klim                  | Athlète biélorusse (Or au lancer du marteau, URSS, JO 1964).                                                                           | 78  | (ru)   |
| 28 mai        | Alys Robi                     | Chanteuse populaire québécoise. | 88  |        |
| 29 mai        | Sergueï Bagapch               | Homme politique abkhaze (président en exercice) et homme d'affaires.                                                                   | 62  |        |
| 29 mai        | Michel Boujut                 | Écrivain français et critique de cinéma.                                                                                               | 71  |        |
| 29 mai        | Raymond Boyer                 | Archéologue français, dit abbé Boyer.                                                                                                  | 85  |        |
| 29 mai        | William Clements              | Homme politique américain (gouverneur du Texas, 1979–1983; 1987–1991).                                                                 | 94  | (en)   |
| 29 mai        | Joseph Heckel                 | Footballeur français | 88  |        |
| 29 mai        | Wally Jay (en)                | Entraîneur américain en arts martiaux (créateur du Small Circle JuJitsu (en)).                                                         | 93  | (en)   |
| 29 mai        | Ferenc Mádl                   | Homme politique hongrois (président, 2000-2005).                                                                                       | 80  |        |
| 29 mai        | Bill Roycroft                 | Champion australien en équitation (Or aux JO de 1960).                                                                                 | 96  |        |
| 29 mai        | Cosmo Francesco Ruppi (en)    | Archevêque catholique émérite italien de Lecce.                                                                                        | 79  | (en)   |
| 30 mai        | Henri Chammartin              | Champion suisse en dressage (équitation) (Or aux JO de 1964).                                                                          | 92  |        |
| 30 mai        | Paul B. Ferrara (en)          | Professeur américain pionnier de l'utilisation de l'empreinte génétique en criminalistique.                                            | 68  | (en)   |
| 30 mai        | Clarice Taylor                | Actrice américaine (du Cosby Show). | 93  |        |
| 30 mai        | Giorgio Tozzi                 | Chanteur d'opéra (basse) américain. | 88  | (en)   |
| 30 mai        | Rosalyn Yalow                 | Physicienne américaine co-lauréate du Prix Nobel de médecine 1977.                                                                     | 89  | (en)   |
| 31 mai        | Pauline Betz                  | Joueuse de tennis américaine. | 91  | (en)   |
| 31 mai        | Jacques Grinberg              | Peintre bulgare, israélien et français.                                                                                                | 70  |        |
| date inconnue | Rosemarie Gebler-Proxauf      | Skieuse alpine autrichienne. | 90  |        |